# Organización Nacional Indígena de Colombia
L’ Organización Nacional Indígena de Colombia (ONIC) és el principal organisme que agrupa i representa als pobles indígenes. Va ser fundada al febrer de 1982 en el Primer Congrés Indígena Nacional, dut a terme a Bosa, amb la participació de 2500 delegats indígenes de Colòmbia, on es van aprovar els principis d'Unitat, Terra, Cultura i Autonomia. En l'actualitat la seu de la ONIC es troba a la ciutat de Bogotà.

## Història
L'organització indígena a Colòmbia, que havia estat desintegrada des de la època colonial, va ser reconstituïda entre 1910 i 1946 a partir de les accions de resistència liderades al Cauca pel líder indígena Quintín Lame i desenvolupades també en zones amb alta presència indígena com la Sierra Nevada de Santa Marta, Huila, Caldas i Tolima. Posteriorment es van constituir Consells i Lligues d'Indis que pretenien reivindicar els drets dels indígenes, establint aliances amb organitzacions pageses i obreres. No obstant això, durant el període de La Violència es va afectar gran part de la població indígena, que només va poder tornar a organitzar-se dins d'organitzacions pageses com la Federación Agraria Nacional, especialment gràcies a l'establiment del decret governamental de l’ Asociación Nacional de Usuarios Campesinos.
La fundació de la ONIC va ser el resultat del procés de reorganització autònoma del moviment indígena a Colòmbia iniciat pels tres pobles constituents del Consell Regional Indígena del Cauca (CRIC) en la dècada de 1970, i secundat per líders de les comunitats Arhuaco, Kogui, Sikuani, Emberá, Cañamomo, Pijao, Pasto i de diversos pobles Amazònics. Aquests pobles buscaven donar-li una identitat sòlida al moviment indígena, començant per la denúncia de la violació als seus drets per part del govern colombià a través del periòdic Unidad Indígena. Posteriorment es van restablir les diferents organitzacions indígenes en altres departaments fins que a l'octubre de 1980, en la comunitat Lomas de Ilarco del municipi de Coyaima (Tolima), es va realitzar la Primera Trobada Indígena Nacional de Colòmbia. En aquesta trobada es va estipular la creació de la Coordinadora Nacional Indígena de Colòmbia, a la qual li va ser encomanada l'organització i convocatòria del Primer Congrés Indígena Nacional, així com la constitució de la ONIC. En total la ONIC ha realitzat set congressos nacionals, l'últim, el qual es va realitzar en Ibagué en el 2007, en aquest congrés la ONIC es va constituir com a "Autoritat Nacional de Govern Indígena".

## Funcions de la ONIC en les Organitzacions
Enfortir i donar suport al govern propi dels pobles indígenes i el seu exercici d'autoritat perquè assumeixin amb unitat, autonomia i dignitat, el control dels seus territoris i la realització i defensa dels seus drets humans i col·lectius.
Propendir pel reconeixement social i institucional de la identitat ètnica i cultural dels pobles indígenes, acompanyant-los en els seus processos organitzatius propis de caràcter local, regional, nacional i internacional.
Facilitar i gestionar la participació dels pobles indígenes i els seus representants en els escenaris de decisió i execució de polítiques públiques, propiciant i concertant la seva articulació en condicions d'equitat i des de la seva diversitat als processos de desenvolupament econòmic i social del país.
Liderar el reconeixement institucional i social dels mandats polítics dels pobles indígenes i les seves autoritats tradicionals i organitzatives.
Posicionar i legitimar a l'Organització Nacional Indígena de Colòmbia, com la representant i interlocutora dels Pobles Indígenes i les seves Organitzacions.

## Organitzacions afiliades
1. AsoU´wa
2. Asociación de Cabildos y Autoridades Tradicionales Indígenas de Arauca
3. Cabildo Mayor del Pueblo Muisca
4. Cabildo Mayor Regional del Pueblo Zenú
5. Consell Regional Indígena del Cauca
6. Consejo regional Indígena del Guainía
7. Consejo Regional Indígena del Guaviare
8. Consejo Regional Indígena de Caldas
9. Consejo Regional Indígena del Tolima
10. Consejo Regional Indígena del Vaupés
11. Consejo Regional Indígena de neiva
12. Organización Indígena de Quianti
13. Organización Regional Embera Wounaan
14. Organización Regional Indígena del Valle del Cauca
15. Consejo Regional Indígena de Risaralda
16. Consejo Regional Indígena del Huila
17. Organización Regional Indígena del Quindío
18. Organización Regional Indígena del Casanare Zonales
19. Cabildo Mayor del Trapecio Amazónico
20. Confederación Indígena Tairona
21. Consejo Regional Indígena del Medio Amazonas
22. Confederación Indígena del Alto Amazonas
23. Consejo Regional Indígena del Orteguaza Medio Caquetá
24. La Lucha y Organización Indígena Uho Thuja del Río Orinoco
25. Musu-runacuna (Hombres Nuevos) Putumayo
26. Organización Indígena del Sur de Colombia
27. Organización Uitoto del Caquetá Amazonas y Putumayo
28. Organización Zonal Indígena del Putumayo
29. Unión de Indígenas del Guainía y Vichada
30. Organización Zonal Indígena de la Pedrera Mirití Amazonas
31. Organización Zonal Indígena Wayuu del Sur de la Guajira
32. Organización Zonal Murui Amazonas
33. Consejo Indígena Zonal de Tarapacá Amazonas
34. Unidad Indígena del Pueblo Awa
35. Organizaciones Wiwa, Yugumaiun, Bunkuanarrua Tayrona
36. Cabildos Mayores del Río Sinú y Rio Verde
37. Movimiento Cívico Wayuu de la Guajira
38. Cabildo Chimila del Magdalena
39. Cabildo Mayor de Socorpa del Cesar
40. Consejo de Caciques Bari y Asociación Comunidad Motilón Bari de Colombia -Norte de Santander
41. Cabildo Yukpa de la Serranía del Perijá del Cesár